# Nicolae Simonide
Nicolae Simonide (n. 1804 d. 1886) este un reprezentant al învățământului modern românesc din prima jumătate a secolului al-XIX-lea, cu o largă deschidere spre cultura europeană.

## Biografie
S-a născut în anul 1804 la Câmpulung-Muscel dintr-o familie de cărturari transilvăneni stabiliți în Țara Românească la sfârșitul secolului al-XVIII-lea. Fratele tatălui său, protosinghelul Naum Râmniceanu, a contribuit în mod semnificativ și direct la formarea sa culturală.
Acesta l-a înscris la București, la școala Sf. Sava unde l-a avut ca profesor pe Gheorghe Lazăr și coleg pe Ion Heliade Rădulescu. Ulterior și-a continuat studiile la Institutul grecesc și ca autodidact pe tot cursul vieții.

## Cariera
Eforia Școalelor îl recomandă, în anul 1833, ca institutor la Școala Națională din Pitești, dupa ce, în anul 1831 întemeiase prima școală românească la Giurgiu. Stabilit la Pitești, în anul 1833, s-a căsătorit cu Anastasia Balotă, înrudindu-se astfel cu familia Stolnicului Constantin-Dincă Brătianu. Din această căsătorie a avut două fete pe Elena, căsătorită cu căpitanul Constantin Petrescu și Anastasia, căsătorită cu căpitanul Nicolae Romanoff - rudă cu librarul Iosif Romanov - și doi băieți, pe George și respectiv pe Petre Simonide, viitori magistrați. Nicolae Simonide s-a consacrat actului educațional în vederea realizării solidarității culturale și spirituale a noilor generații.
Peste ani, fostul său elev, Ion C.Brătianu și-a arătat marea lui stimă pentru părintele lui sufletesc, prin încrederea ce i-a arătat întotdeauna cerându-i sfaturile în imprejurări grele și mai cu seamă prin morbidul discurs pe care l-a ținut in Cameră spunând : "Simonide ne-a făcut români". În  anul 1843 a fost numit revizor al Școalelor din Țara Românească. La 24 iunie 1848, la solicitarea Ministerului Treburilor din Lăuntru, Guvernul Provizoriu îl recomandă pe Nicolae Simoniode și pe Toma Furduescu pentru Secretariatul Ocârmuirii judetului Argeș. La 12 septembrie 1848 a fost desemnat magistrat și apoi președinte de Tribunal. În anul 1853 este ridicat la rangul de serdar și revizor școlar. Contribuie, în mod direct, la înființarea Scolii din mahalaua Oțetari, din București, alături de Pitarul Hristache Ioanin și soția acestuia, Virginia Ioanin-Romanov. După anul 1880 se retrage din viata publică.

## Decesul
Moare în anul 1886, fiind inmormântat , în cimitirul mănăstirii Cernica, cu funeralii naționale  la care a participat și prim-ministrul Ion C. Brătianu. Tot aici, în cimitirul vechi al mănăstirii, astăzi, se regăsește și monumentul funerar al Mariei Romanoff, nepoata lui Nicolae Simonide, decedată în anul 1897.